# میمون ازواغ
میمون ازواغ (انگلیسی: Mimoun Azaouagh؛ زادهٔ ۱۷ نوامبر ۱۹۸۲) بازیکن فوتبال اهل آلمان است.
از باشگاه‌هایی که در آن بازی کرده‌است می‌توان به باشگاه فوتبال کایزرسلاوترن، باشگاه فوتبال شالکه ۰۴، باشگاه فوتبال ماینتس ۰۵ و باشگاه فوتبال بوخوم اشاره کرد.
وی همچنین در تیم ملی فوتبال زیر ۲۱ سال آلمان بازی کرده‌است.